# Sticky Fingers (film)
Sticky Fingers is een Amerikaanse komediefilm uit 1988, geregisseerd, geproduceerd en geschreven door Catlin Adams. De hoofdrollen worden vertolkt door Helen Slater, Melanie Mayron en Adam Shaw.

## Verhaal
Twee muzikantes zoeken allebei een baantje bij een orkest, maar ze krijgen geen baan. Ze hebben zelfs amper genoeg geld om de huur te betalen, als een bevriende drugsdealer hun vraagt om een grote rugzak voor hem te bewaren. In de zak zit een miljoen dollar. De meisjes aarzelen niet en ze houden het geld.

## Rolbezetting
| Acteur            | Personage       |
| ----------------- | --------------- |
| Helen Slater      | Hattie          |
| Melanie Mayron    | Lolly           |
| Adam Shaw         | Jean-Marc       |
| Shirley Stoler    | Reeba           |
| Danitra Vance     | Evanston        |
| Eileen Brennan    | Stella          |
| Carol Kane        | Kitty           |
| Loretta Devine    | Diane           |
| George Buza       | Politieagent    |
| Stephen McHattie  | Eddie           |
| Christopher Guest | Sam             |
| Gwen Welles       | Marcie          |
| Elizabeth Kemp    | Nancy           |
| Pierre Gautreau   | Jake            |
| Katherine Cortez  | Leslie          |
| Paul Hipp         | Michael         |
| Erin Noble        | Moura           |
| Jeff Braunstein   | Muziek Verkoper |
| Philip Moon       | Ike             |
| Stuart Rudin      | Hippie          |
| Zachary Bennett   | Jongen #1       |
| Mung-Ling Tsui    | Tina            |
| Henry Yuk         | Joey            |
| Paul Calderon     | Speed           |